# Dorieus (Sohn des Neoptolemos)
Dorieus (altgriechisch Δωριεύς Dōrieús) ist in der griechischen Mythologie ein Sohn des Neoptolemos und der Leonassa. Väterlicherseits war er folglich ein Enkel des Achilleus, mütterlicherseits war er ein Ur- oder Ururenkel des Herakles.
Er ist einzig bei dem um 200 v. Chr. schreibenden Mythographen Lysimachos genannt, der als Namen der Mutter Leonassa angibt. Üblicherweise heißt die Gemahlin des Neoptolemos hingegen Lanassa.
Dorieus war laut Lysimachos Buder oder Halbbruder des Eraos, des Pergamos, des Argos, des Pandaros, des Eurymachos, der Danaë und der Troas.